# نونو أفونسو
نونو أفونسو (بالبرتغالية: Nuno Miguel Figueiredo Afonso‏) (6 أكتوبر 1974 في البرتغال - ) هو لاعب كرة قدم برتغالي في مركز الدفاع، شارك في الألعاب الأولمبية الصيفية 1996. ولعب مع نادي فيتوريا سيتوبال.

## وصلات خارجية
- نونو أفونسو على موقع الاتحاد الدولي (مؤرشف)  (الإنجليزية)
- نونو أفونسو على موقع قاعدة بيانات كرة القدم.إي يو (الإنجليزية)
- نونو أفونسو على موقع أوليمبيديا (الإنجليزية)